# 缘边海猪鱼
缘边海猪鱼（学名：Halichoeres marginatus），俗名缘鳍海猪鱼，為輻鰭魚綱鱸形目隆頭魚亞目隆頭魚科的其中一種，该物种的模式产地在红海。分布於印度太平洋區，從紅海、東非至夏威夷群島，北起日本南部，南迄澳洲大堡礁海域，棲息深度0-30公尺，體長可達18公分，棲息在珊瑚生長的臨海礁石、潟湖，以小型無脊椎動物為食，生活習性不明，可作為觀賞魚。